# Вяндраский район
Вя́ндраский район — административно-территориальная единица в составе Эстонской ССР, существовавшая в 1950—1962 годах. Центр — Вяндра. Население по переписи 1959 года составляло 13,8 тыс. чел. Площадь района в 1955 году составляла 1034,9 км².

## История
Вяндраский район был образован в 1950 году, когда уездное деление в Эстонской ССР было заменено районным. В 1952 году район был включён в состав Пярнуской области, но уже в апреле 1953 года в результате упразднения областей в Эстонской ССР район был возвращён в республиканское подчинение.
В 1962 году Вяндраский район был упразднён.

## Административное деление
В 1955 году район включал 3 посёлка городского типа (Вяндра, Тоотси и Ярваканди) и 6 сельсоветов: Алустеский, Аэсооский, Кайсмаский, Рыусаский, Ториский, Эйданереский.